# تپه خراته
تپه خراته مربوط به دوران پیش از تاریخ ایران باستان - دوران‌های تاریخی پس از اسلام است و در شهرستان کامیاران، روستای الک کهن واقع شده و این اثر در تاریخ ۱۰ مهر ۱۳۸۰ با شمارهٔ ثبت ۴۱۶۴ به‌عنوان یکی از آثار ملی ایران به ثبت رسیده است.